# Six Degrees of Kevin Bacon

Six Degrees of Kevin Bacon (« Les Six degrés de Kevin Bacon » en français) est un jeu de quiz s'appuyant sur le concept du phénomène du petit monde et l'hypothèse selon laquelle chaque acteur peut être relié à Kevin Bacon via ses rôles dans six films ou moins. Le nom du jeu vient de la pièce de théâtre ayant illustré le principe des six degrés de séparation (six degrees of separation).
En 2007, Bacon a créé une organisation de charité nommée SixDegrees.org.

## Principe

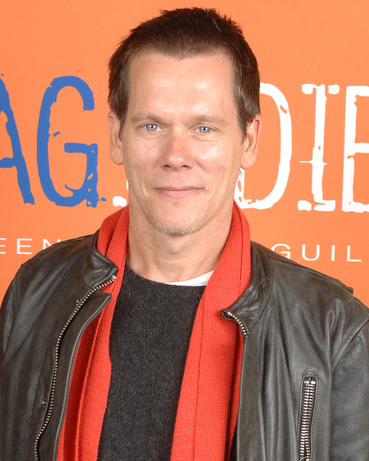
Kevin Bacon.

Le jeu réunit un groupe de joueurs dont le but est de relier un acteur quelconque à Kevin Bacon par six partenaires de cinéma au maximum.

## Historique
Dans une entrevue datant de février 1994 pour le magazine Premiere à propos du film La Rivière sauvage (The River Wild), Kevin Bacon remarque qu'il a travaillé avec tout le monde à Hollywood ou avec quiconque ayant travaillé avec eux. Le Six Degrees of Kevin Bacon a fait surface à peu près au même moment. Le 7 avril 1994, un réseau de forums intitulé « Kevin Bacon est le centre de l'univers » est apparu.
Le jeu a été créé début 1994 par trois étudiants de l'Albright College, Craig Fass, Brian Turtle et Mike Ginelli. Selon un entretien en 1999 avec le magazine de l'université, ils regardaient Footloose au cours d'une tempête de neige. La diffusion du film a été immédiatement suivie par celle de Un joueur à la hauteur (The Air Up There), et ils ont alors commencé à spéculer sur le nombre de films dans lesquels Bacon avait joué et le nombre de personnes avec qui il avait travaillé. Dans l'interview, Brian Turtle ajoute : « c'était devenu un de nos trucs stupides que l'on faisait en soirée. Les gens nous balançaient des noms, et nous aimions les relier à Kevin Bacon ».
Le trio écrit une lettre à la production du talk-show de Jon Stewart (The Daily Show) en disant que « Kevin Bacon était le centre de l'univers du divertissement » (Kevin Bacon was the center of the entertainment universe) et en expliquant le principe du jeu. Ils sont conviés à participer à l'émission de Stewart et à celle de Howard Stern avec Bacon pour expliquer le jeu. Bacon a admis qu'il n'aimait initialement pas le jeu, parce qu'il avait l'impression qu'il le ridiculisait mais il a fini par l'apprécier. Les trois inventeurs ont publié un livre, Six Degrees of Kevin Bacon, dont la préface a été écrite par Bacon. Un jeu de société s'appuyant sur ce concept a été créé par l'éditeur Endless Games.

## The Bacon number
The Bacon number (le « nombre de Bacon ») d'un acteur est le chiffre caractérisé par le degré de séparation qu'il a avec Kevin Bacon. C'est une application du nombre d'Erdős au secteur du cinéma. Plus le chiffre est grand, plus l'acteur en question est éloigné de Bacon. Le calcul du Bacon number pour un acteur A est basé sur l'algorithme appelé « problèmes de cheminement » (shortest path problem) :
- Le Bacon number de Kevin Bacon lui-même est 0
- Le Bacon number d'un acteur A ayant tourné directement avec Kevin Bacon est 1
- Si le plus petit Bacon number d'un acteur avec qui A a tourné est N, le Bacon number de A est N + 1

Par exemple :
- Meryl Streep a joué avec Bacon dans La Rivière sauvage : son Bacon number est 1 ;
- Al Pacino a tourné avec Robert De Niro dans Heat ;
  - De Niro a tourné avec Bacon dans Sleepers : le Bacon number de Pacino est 2 ;
- etc.

D'après le site The Oracle of Bacon, une base de données permettant en un clic de relier un acteur à Kevin Bacon, le plus grand Bacon number est 10, et est détenu par William Rufus Shafter.